# Bourletiella ihu
Bourletiella ihu är en urinsektsart som beskrevs av Christiansen och Bellinger 1992. Bourletiella ihu ingår i släktet Bourletiella och familjen Bourletiellidae. Inga underarter finns listade.